# Готланд

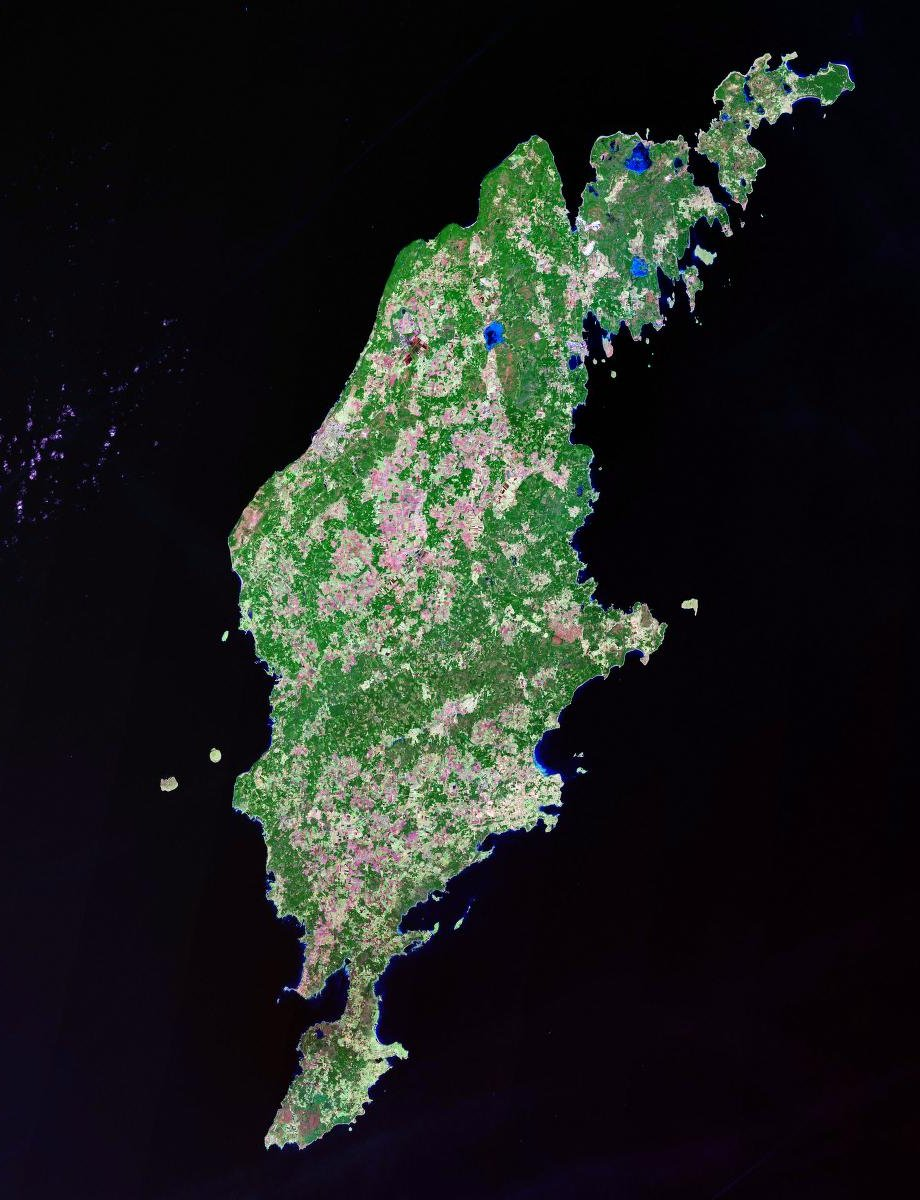
Готланд

Готланд (швед. Gotland, гутн. Gutland, швед. Gotlandⓘ) — найбільший шведський острів у Балтійському морі, на його території утворено лен Готланд. Адміністративний центр — Вісбю.
Клімат помірний, морський. Опадів понад 500 мм на рік.

## Географія
Розташований приблизно за 100 км від материкової Швеції. Готланд, площа якого дорівнює 2994 км², є найбільшим з островів Швеції. Поблизу Готланда лежать острови Форе (113,3 км²), Готска-Санден (36,54 км²), Лілль-Карлсен (1,39 км²), Стуре-Карлсен (2,35 км²) та інші, які входять до Готландського лену. Острів є своєрідним плато з силурійських вапняків і пісковиків; середні висоти — 30—50 м, найвища точка — Лойста-гед (83 м). Головним містом і портом є Вісбю.

## Герб
Походження герба провінції сягає XIII століття. На ньому зображений баран, що тримає прапор. Баран є християнським символом  Ісуса Христа (пор. агнець божий). Раніше тварина іноді була зображена у вигляді вівці, проте в 1936 р. зображення барана було закріплене офіційно.

## Історія

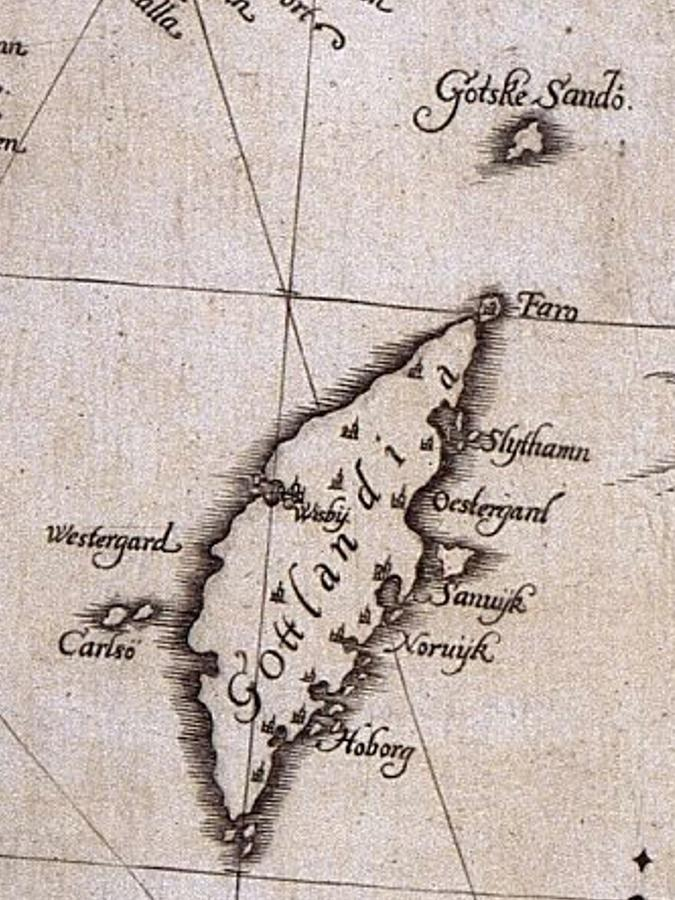
Карта Готланда, 1626

На острові було знайдено понад 42 тис. різних археологічних артефактів, що належать до давньої історії острова. Найраніші з них датуються кам'яною добою і є залишками рибальських поселень. На острові існували культура ямково-гребінцевої кераміки і пізніша гібридна культура Кіукайс.
В добу вікінгів жителі Готланда вели активну торгівлю, про що свідчать 650 виявлених на острові скарбів, що складаються з 140 тис. арабських і західноєвропейських монет і прикрас. Досить численні картинні камені. Контроль шведських конунгів над островом, судячи з усього, був досить слабким.
В епоху середньовіччя завдяки вигідному розташуванню острова готландці продовжували домінувати в балтійській торгівлі. Готландські купці мали свій гостинний двір у Новгороді, а в 1161 році уклали договір із саксонським герцогом Генріхом Левом щодо режиму торгівлі на Готланді та в Гольштейні.
У 1288 році на острові стався конфлікт між купцями Вісбю, частина з яких була німцями, і жителями інших місцевостей Готланда. У цій війні містяни здобули перемогу, і місто відтоді стало вести незалежнішу зовнішню і торговельну політику. Тоді ж навколо Вісбю була зведена стіна. Однак оскільки мирні умови були продиктовані шведським королем Магнусом Ладулосом, то одночасно Готланд, погодившись на них, визнавав королівський вплив на внутрішні справи острова.

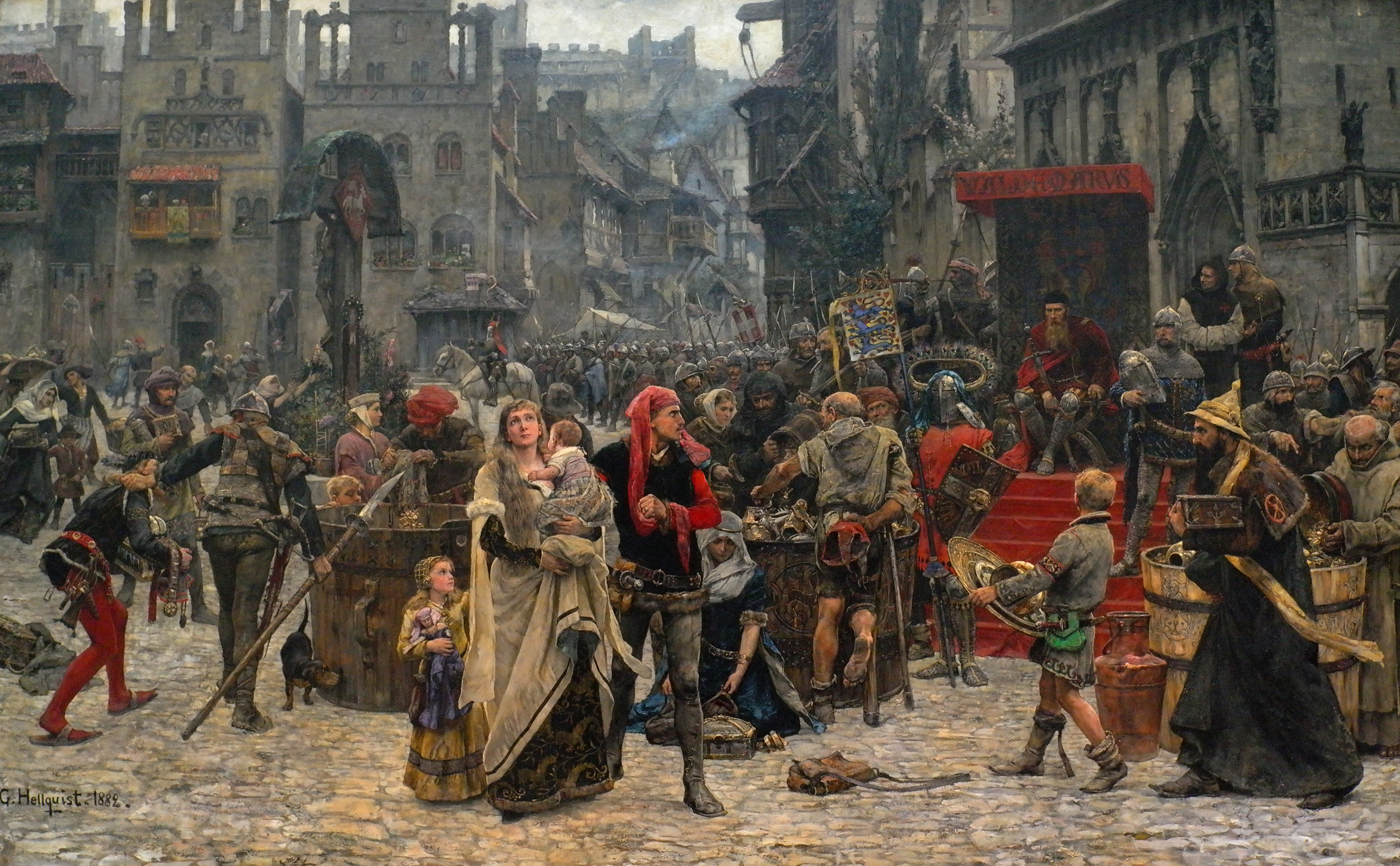
Вальдемар Аттердаг збирає данину із жителів Вісбю. Картина К. Г. Хельквіста (1882)

У 1361 році на Готланді висадилася армія данського короля Вальдемара Аттердага. Місцеві селяни спробували чинити данцям опір, однак зазнали великої поразки біля стін Вісбю, де було вбито близько 2 000 осіб. Містяни не надали селянам жодної допомоги. В обмін на обіцянку Вальдемара зберегти старі привілеї Вісбю вони відкрили міські ворота. Під час боїв з данцями загинуло близько половини дорослого чоловічого населення сільських районів острова. У підсумку Готланд остаточно втратив своє значення як самостійна сила на Балтійському морі, однак Вісбю ще протягом декількох десятиліть зберігав свою торгівлю.
З цього часу Готланд став досить часто переходити з рук в руки. 1394 року острів захопили віталійські брати, перетворивши його в центр піратства на Балтиці. Через чотири роки він перейшов під владу Лівонського ордена, який, своєю чергою, у 1408 році передав острів у володіння данської королеви Маргрете. Коли в 1436 році зі Швеції був вигнаний король Ерік Померанський, він осів на Готланді, відбудувавши там замок Вісборг.
У XV столітті Готланд продовжував бути яблуком розбрату між данськими королями і шведськими регентами. Ленсмани, які володіли островом, час від часу ставали практично незалежними. І хоча острів тривалий час був данським, у церковному відношенні він до 1530-х років входив до складу Лінчепінгської єпархії. Швеція визнала Готланд за Данією лише в 1570 році, після чого, в 1572 році, він став однією з данських єпархій.
Аж до 1645 Готланд управлявся королем і королівською канцелярією через ленсманів і фогдів. У 1620-х роках на острові була заснована Готландська купецька компанія, торговельні інтереси якої здебільшого охоплювали міста на берегах Зунда. Беззаконня, що чинилось компанією, призвело до виникнення на острові бунтівних настроїв, у зв'язку з чим Кристіан IV скасував її.
За Бремсебруським миром, укладеним в 1645 році, Готланд відійшов до Швеції, однак під час Дансько-шведської війни 1675—1679 рр. данці протягом трьох років утримували острів за собою. З 1679 року Готланд постійно належить Швеції, за винятком декількох тижнів під час Російсько-шведської війни 1808—1809 рр., коли він був окупований російськими військами і оголошений російською провінцією.

## Галерея

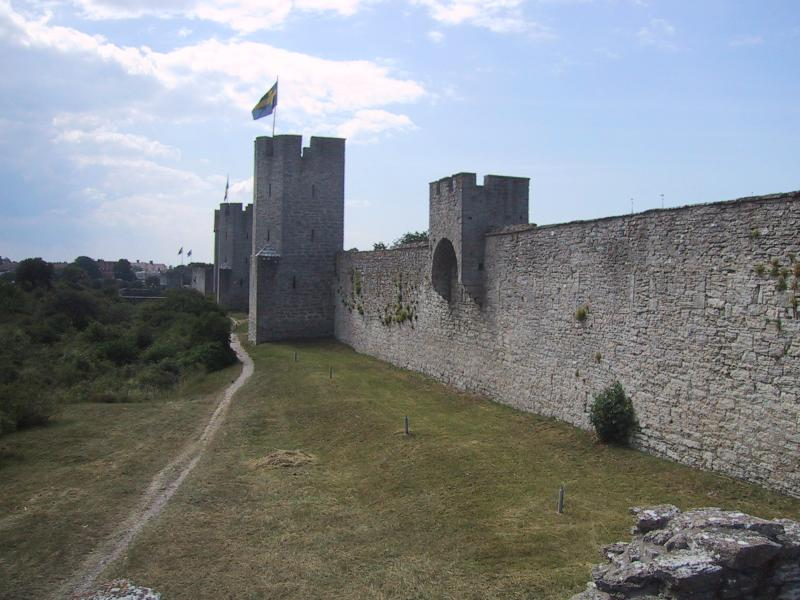
Стіни Вісбю
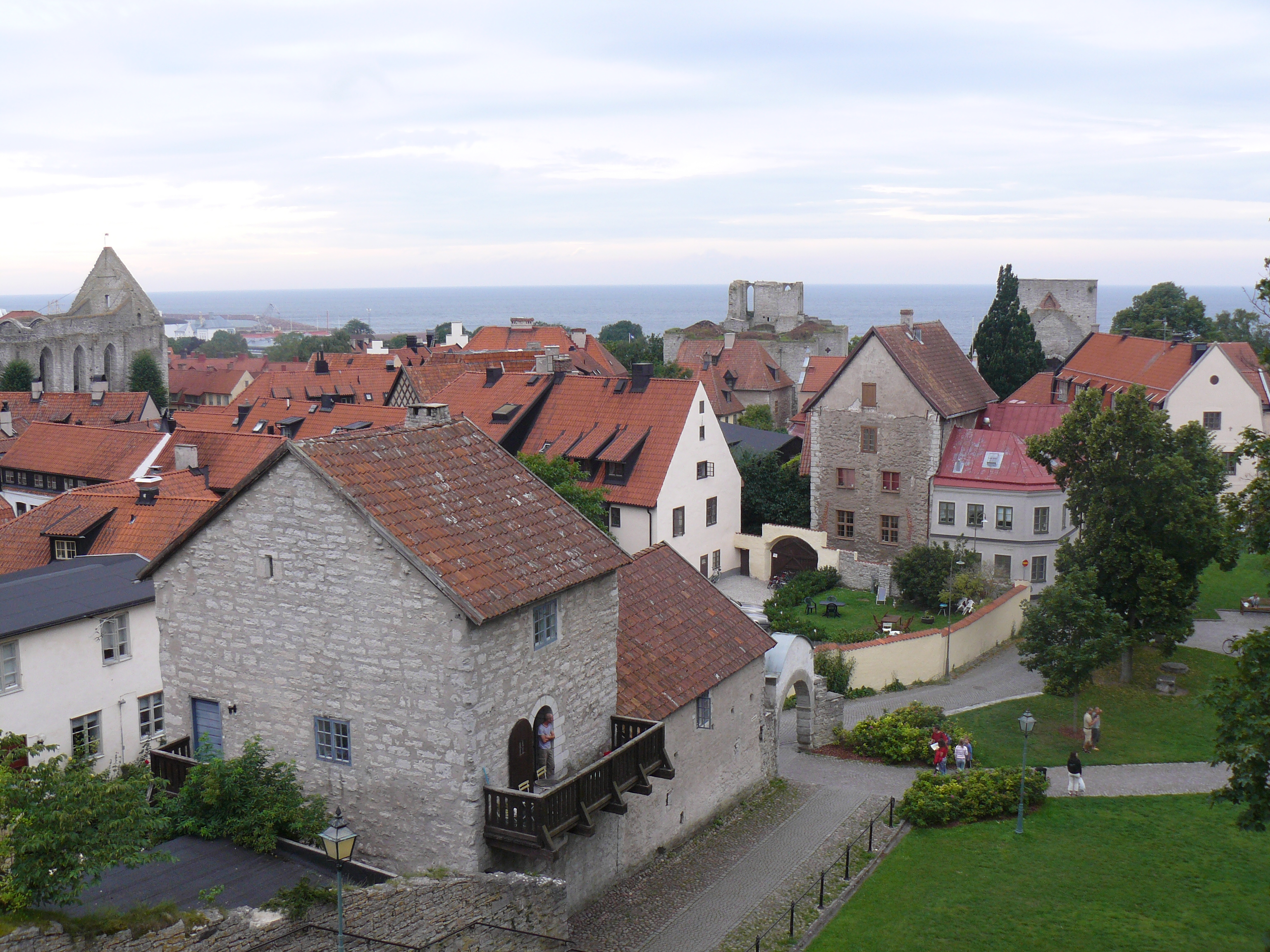
Вісбю
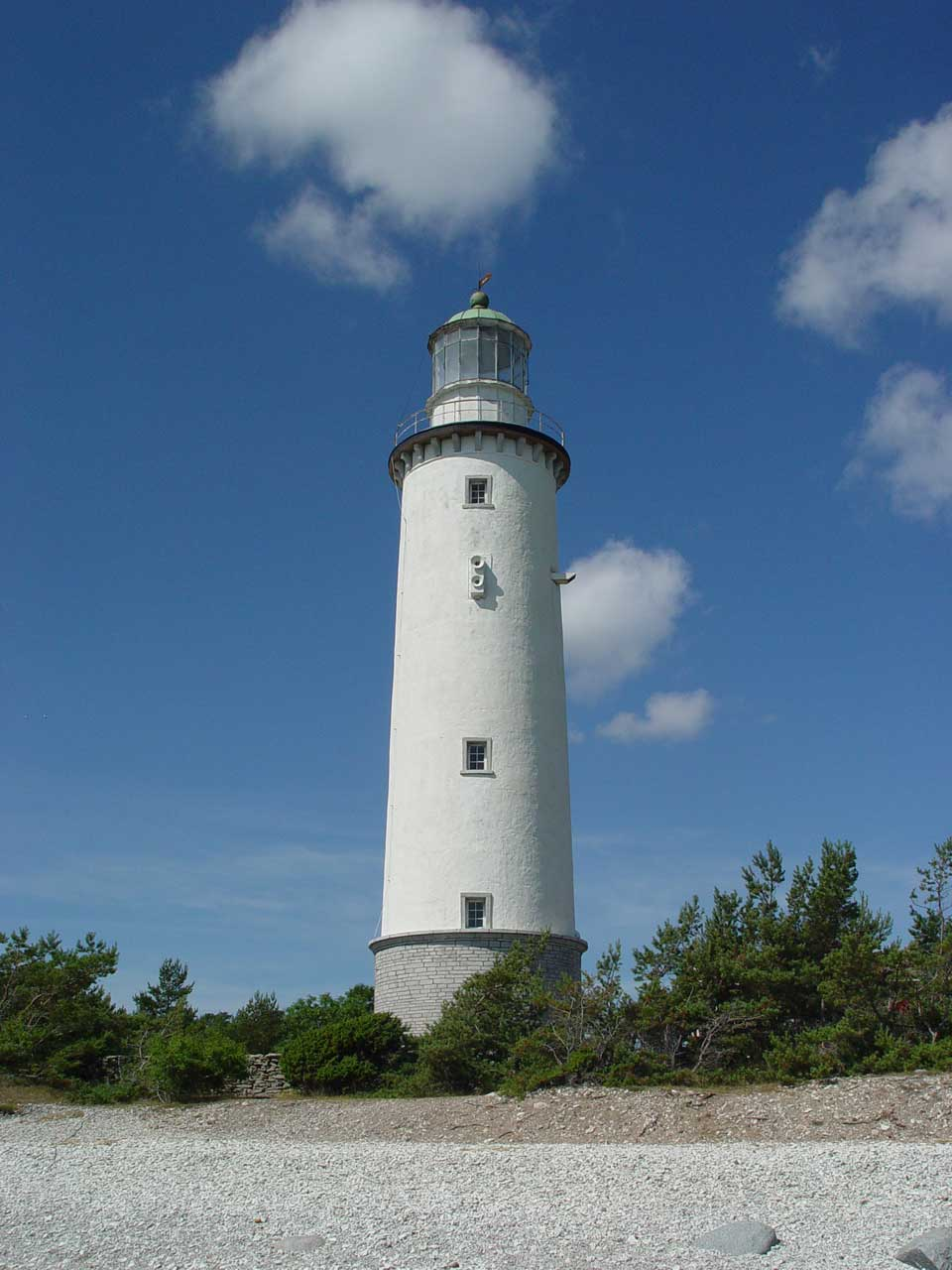
Маяк у Форе
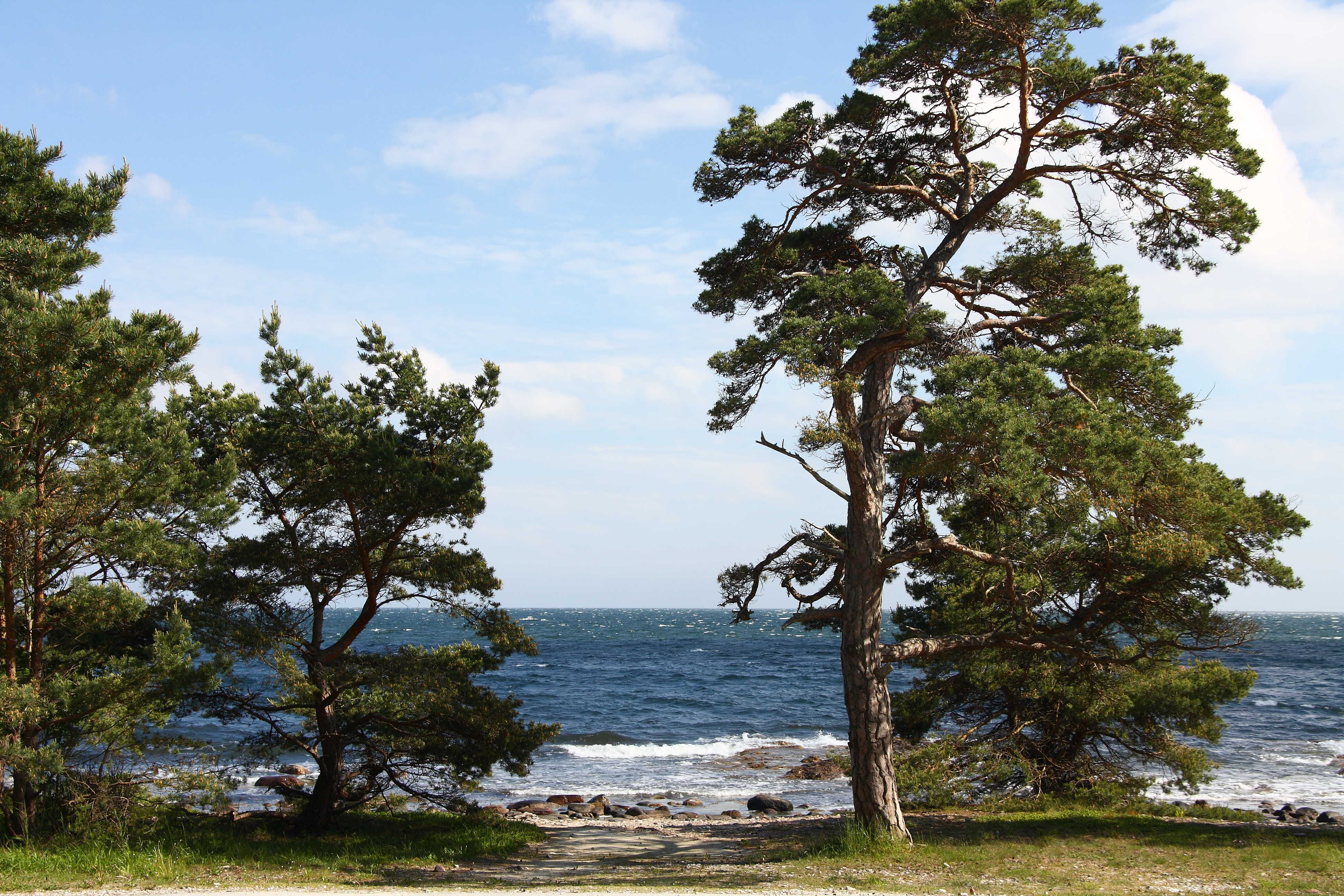
Природний заказник Фольгаммар
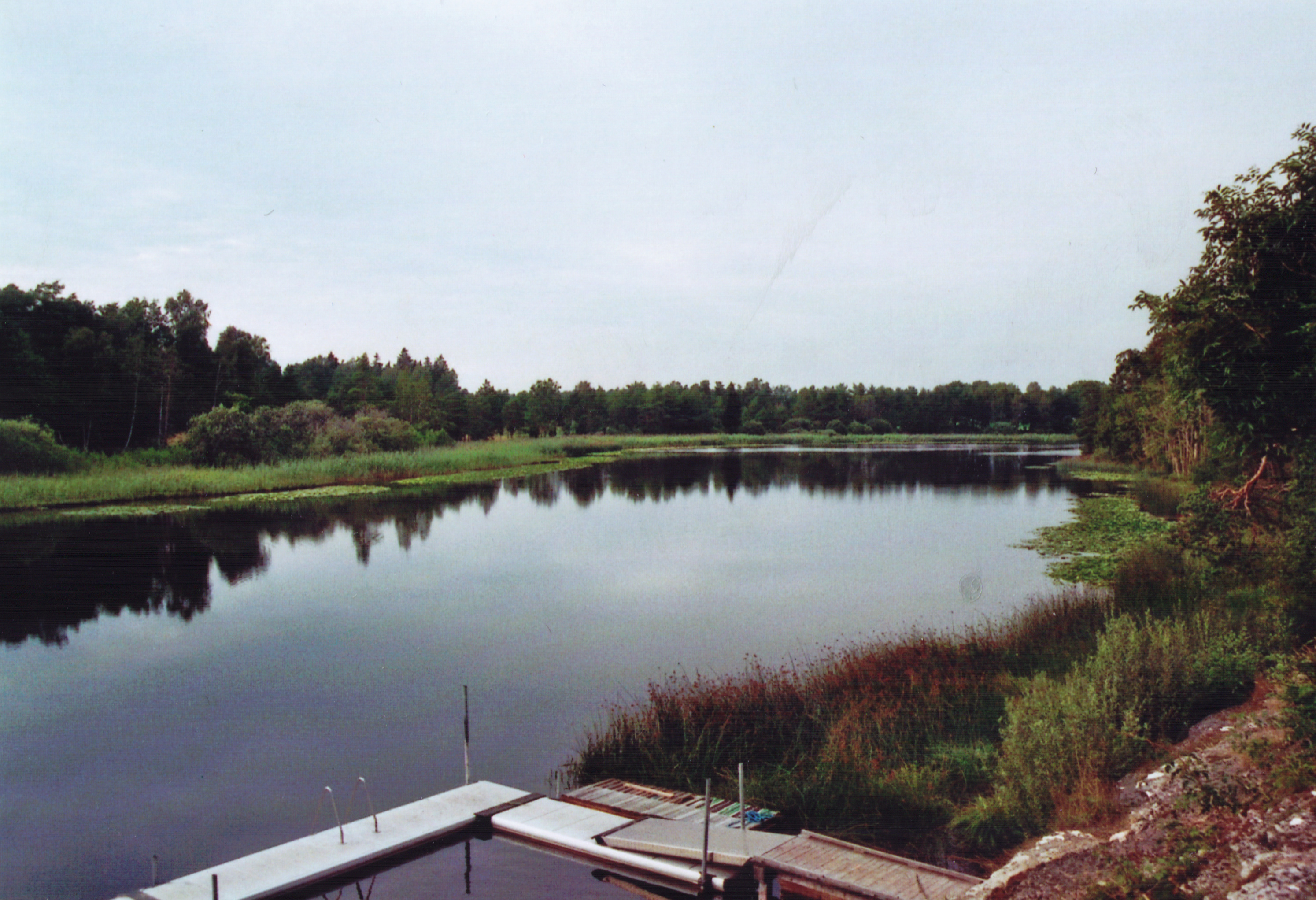
Озеро Астреск